# Caracul (Usbequistão)
Caracul (em russo: Каракуль; romaniz.: Karakul) ou Coracol (em usbeque: Қоракўл; romaniz.: Qorako‘l) é uma cidade na província de Bucara, capital do distrito homônimo.